# Dharmakāya
Dans la pensée bouddhique, le Dharmakāya (skt.), corps de la Loi, est un des trois corps (Trikāya) du Bouddha, son corps ultime, que seuls les êtres éveillés peuvent percevoir.

## Dans le bouddhisme ancien
Dans le canon pali est mentionné un dhammakaya : il s'agit du corpus des enseignements et non pas d'un corps à proprement parler. Il subsiste après la mort d'un bouddha, puisqu'il est encore possible de profiter des enseignements qui eux, subsistent.
Selon l'école Sarvastivadin, le dharmakāya est un corps de phénomènes purs : le « dharmakāya aux cinq membres », constitué de cinq agrégats (skandha) supra-mondains.

## Dans le Mahāyāna
C'est le corps d'essence, le corps spirituel ou l'esprit lumineux, purifié de toutes formes de souffrances. Tous les agrégats sont purs, le corps et l'esprit ne sont plus dissociés, ils forment un tout dans lequel toute forme de dualité a disparu. C’est le Corps de la Loi à laquelle le bouddha s’est éveillé.